# D (zespół muzyczny)

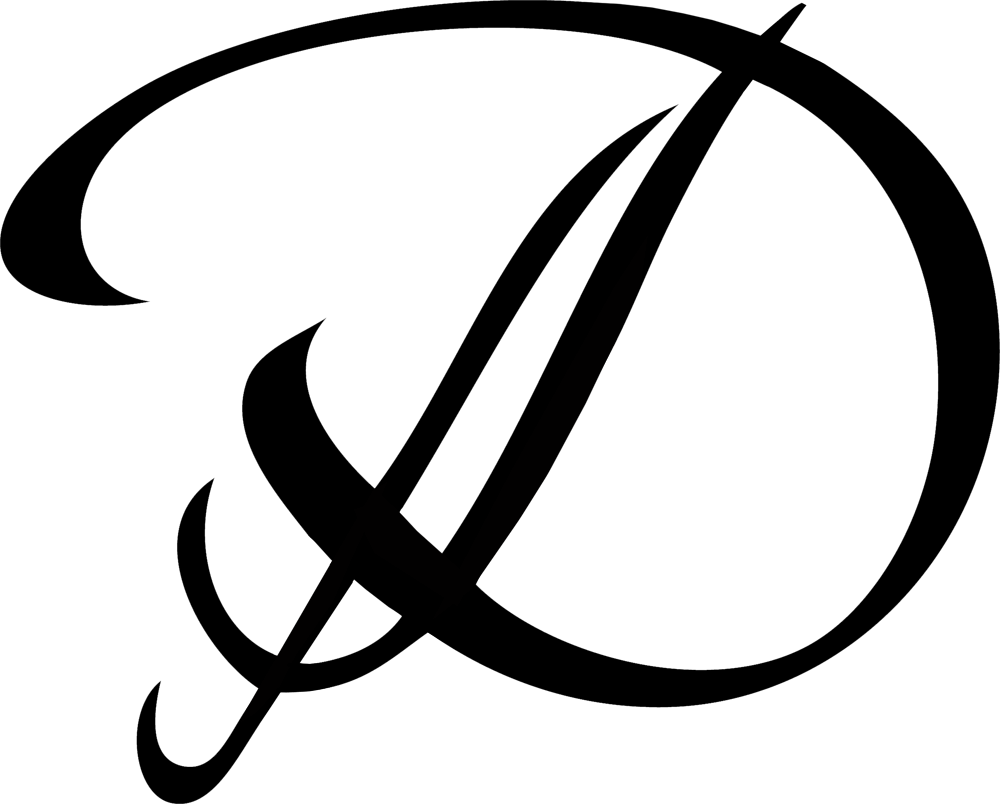
Logotyp zespołu

D – japoński hardrockowy zespół visual kei założony w 2003 roku przez Asagiego, Ruizę i Sina po tym, jak ich poprzedni zespół Syndrome rozpadł się.

## Historia
Zespół D został utworzony w 2003 roku przez wokalistę Asagiego, gitarzystę Ruizę, gitarzystę Sina, basistę Lenę oraz perkusistę Hirokiego. W lipcu 2003 roku wydali swój pierwszy minialbum New Blood. Niedługo po tym Ruiza trafił do szpitala, a Sin postanowił opuścić zespół. Zespół D miał krótką przerwę w działalności, jednak Asagi i Hiroki kontynuowali dawanie koncertów pod nazwą Night Of The Children. Supportował im gitarzysta Hide-zou. Ruiza wyszedł ze szpitala 27 września. Wówczas D kontynuowało swoją działalność z Hide-zou, który zastąpił Sina. Dwa miesiące po ich powrocie nagrali pierwszego singla „Alice”, który był rozdawany za darmo podczas ich koncertu w Tokio w listopadzie. 7 stycznia 2004 wydali swój drugi minialbum Paradox. W roku 2004 D wydali również kolejne dwa single, a także zremasterowaną wersję ich pierwszego minialbumu.
W 2005 roku zespół wydał singel „Yami yori kurai dōkoku no Acapella to bara yori akai jōnetsu no Aria”. Nagrali także do niego swój pierwszy teledysk. 27 lipca, po ukończeniu nagrań do ich pierwszego albumu, Lena opuścił zespół. 28 września album The Name Of The Rose został wydany w dwóch wersjach. Do każdej dołączone było DVD z teledyskiem. 7 sierpnia zespół zaczął wydawać własny magazyn – Mad Tea Party Magazine.
5 grudnia 2005 roku do zespołu dołączył nowy basista – Tsunehito, a zespół wydał ponownie swój pierwszy album z nagraną ponownie linią basową. Podążając za trendem remasterowania albumów, w 2006 roku D wydali ponownie minialbum Paradox. Natomiast 18 października wyszedł ich drugi pełny album Tafel Anatomie.
W 2007 roku D otworzyli swój oficjalny fanklub o nazwie Ultimate Lover. Wydali kolejne single, a także trzeci album - Neo culture ~Beyond the world~.
W 2008 roku zespół przeszedł z indie na major – dołączyli do jednej z największych japońskich wytwórni płytowych, Avex Trax. 7 maja wydali pierwszy singel z większej wytwórni – Birth. Kolejny, Yami no kuni no Alice, wyszedł 3 września. Tytułowa piosenka została użyta w filmie Twilight Syndrome: Dead-Go-Round, natomiast inna piosenka z singla Hamon – w grze Twilight Syndrome na Nintendo DS.
W 2009 roku wydali kolejny singel, Snow White. Po tym, 25 lutego, wydali pierwszy major album Genetic World. Po wydaniu albumu wyruszyli w trasę koncertową, a następnie zajęli się wydawaniem kolejnych singli, zawartych na drugim albumie studyjnym wydanym przez Avex Trax – 7th Rose.
W 2011 D nagrało cover piosenki Gekka no yasoukyoku, oryginalnie wydanej przez Malice Mizer. Piosenka znalazła się na składance Crush! -90's V-Rock Best Hit Cover Songs-, która wyszła 26 stycznia 2011 roku. Wiosną tego samego roku D wyruszyło w swoją pierwszą trasę koncertową po Europie. Trasa, nazwana Vampire Saga In Europe "Path Of The Rose"objęła Francję, Niemcy, Włochy, Austrię, Rosję, Anglię, Finlandię a także Polskę. Po ukończeniu europejskiej trasy zespół dał kilka koncertów w Ameryce Południowej.
21 listopada 2011 roku D wydało minialbum Huang Di ~Yami ni Umareta Mukui~. Liczba kopii była limitowana i rozeszła się w błyskawicznym tempie. 20 kwietnia 2012 zespół ruszył w kolejną europejską trasę koncertową, promującą singiel Dying Message. Odwiedzili Niemcy, Holandię, Belgię, Hiszpanię, Polskę, Włochy, Austrię, Rosję i Finlandię.
W kwietniu 2013 zespół świętował dziesiątą rocznicę powstania. Wówczas ogłosili informację o zmianie wytwórni na Victor Entertainment. Wkrótce zespół zaczął pracę nad ich własną grą na iOS. Ich kolejne single zostały wykorzystane w grze.
12 grudnia 2014 zespół wydał album Kingdom, a następnie zawiesił działalność, czego powodem była choroba Asagiego - zespół Costena. Powrócili we wrześniu 2015 singlem Happy Unbirthday, nawiązującym do Alicji w krainie czarów. Kolejny singiel Master Key oraz płyta Wonderland Savior kontynuowały ten temat.

## Członkowie

### Obecni
- Asagi (jap. 浅葱 Asagi) – wokalista, autor tekstów
- Ruiza (jap. 涙沙 Ruiza) – gitarzysta i główny twórca tekstów
- Hide–Zou (jap. 英蔵 Hide–Zou) – gitarzysta
- Tsunehito (jap. 恒人 Tsunehito) – basista
- Hiroki (jap. 大城 Hiroki) – perkusista

### Byli
- Sin – gitarzysta
- Lena (jap. レナ Rena) – basista

## Dyskografia

### Albumy
- The name of the ROSE (28 września 2005)
- Tafel Anatomie (jap. ターヘル・アナトミア) (18 października 2006)
- Neo culture ~Beyond the world~ (7 listopada 2007)
- Genetic World (25 lutego 2009)
- 7th Rose (24 marca 2010)
- VAMPIRE SAGA (12 stycznia 2011)
- KINGDOM (12 listopada 2014)
- Wonderland Savior (25 października 2016)

### Minialbumy
- NEW BLOOD (18 lipca 2003)
- PARADOX (7 stycznia 2004)
- NEW BLOOD ~second impact~ (8 grudnia 2004)
- PARADOX (Remix ver.) (3 maja 2006)
- Yume narishi kūchū teien (jap. 夢なりし空中庭園) (Remix ver.) (3 maja 2006)
- Namonaki mori no yumegatari (jap. 名もなき森の夢語り) (14 listopada 2012)
- Rosenstrauss (28 sierpnia 2013)
- Orokashii ryū no yume (jap. 愚かしい竜の夢) (27 października 2017)

### Best Albumy
- Treasure Box (7 kwietnia 2013)
- Bloody Rose "Best Collection 2007-2011" (21 sierpnia 2013)
- Vampire Chronicle ~V-Best Selection~ (26 marca 2014)
- Vampire Chronicle ~V-Best Selection Vol.2~ (19 grudnia 2018)[10]

### Single
- Alice (27 listopada 2003)
- Yume narishi kūchū teien (jap. 夢なりし空中庭園) (12 maja 2004)
- Mayutsuki no hitsugi (jap. 繭月の棺) (4 listopada 2004)
- Mahiru no koe ~Synchronicity~ (jap. 真昼の声～Synchronicity～) (12 stycznia 2005)
- Shiroi yoru (jap. 白い夜) (17 lutego 2005)
- Yami yori kurai dōkoku no Acapella to bara yori akai jōnetsu no Aria (jap. 闇より暗い慟哭のアカペラと薔薇より赤い情熱のアリア) (22 czerwca 2005)
- Taiyou wo okuru hi (jap. 太陽を葬（おく）る日) (August 3 sierpnia 2006)
- Dearest you (25 kwietnia 2007)
- Ōka sakisomenikeri (jap. 桜花咲きそめにけり) (18 lipca 2007)
- Schwarzschild (jap. シュヴァルツシルト) (15 sierpnia 2007)
- BIRTH (7 maja 2008)
- Yami no kuni no Alice (jap. 闇の国のアリス) (3 września 2008)
- Snow White (21 stycznia 2009)
- Tightrope (23 września 2009)
- Day by Day (2 grudnia 2009)
- Kaze ga mekuru peji (jap. 風がめくる頁) (10 marca 2010)
- Akaki hitsuji ni yoru bansankai (jap. 赤き羊による晩餐会) (28 lipca 2010)
- In the name of justice (10 listopada 2010)
- Torikago goten ~L'Oiseau bleu~ (jap. 鳥籠御殿 ～L'Oiseau bleu～) (28 lipca 2011)
- Dying message (30 maja 2012)
- Danzai no gunner (jap. 断罪の銃士) (18 lipca 2012)
- Rosenstrauss (28 sierpnia 2013)
- DARK WINGS (11 grudnia 2013)
- Tsuki no sakazuki (jap. 月の杯) (23 lipca 2014)
- Dandelion (13 października 2014)
- HAPPY UNBIRTHDAY (16 września 2015)
- MASTER KEY (9 października 2015)
- Dark Fairy Tale (28 czerwca 2017)
- Kaku mo fukaki tamashii no Rondo (jap. 斯くも深き魂の輪舞曲) (29 sierpnia 2017)
- Narrow Escape (12 kwietnia 2018)
- Revive ~Kōhai toshi~ (jap. Revive ～荒廃都市～) (27 czerwca 2018)
- Deadly Sin (14 listopada 2018)
- Dōkeshi no Katharsis (jap. 道化師のカタルシス) (10 lipca 2019)[11]
- UNCROWNED KING (20 listopada 2019)[11]
- Hard Koala (8 maja 2020)[11]
- ACACIA ~Pray For Australia~ (8 maja 2020)[11]
- Draco animus (jap. ドラコ アニムス) (6 kwietnia 2021)[11]

### DVD
- Tafel Anatomie: Tour 2006 Final (14 marca 2007)
- Last Indies Tour 2008 Final: Follow Me (30 lipca 2008)
- Tour 2008: Alice in Dark Edge Final (23 marca 2009)
- D 1st Video Clips (31 marca 2010)
- D Tour 2010 In the name of justice FINAL DVD (27 kwietnia 2011)
- D TOUR 2011 VAMPIRE SAGA ~Path of the Rose~ (20 października 2011)
- Dying message ~2012 Overseas Odyssey Tour Documentary & Off-Shot DVD~ (18 października 2012)[12]